# Сагайдак (станція)
Сагайдáк — проміжна залізнична станція 5-го класу Полтавської дирекції Південної залізниці на лінії Ромодан — Полтава-Київська між зупинним пунктом Федунка (6 км) та станцією Братешки (7 км). Розташована у селі Сагайдак Полтавської області

## Історія
Станція відкрита 1901 року при прокладанні Києво-Полтавської залізниці. 
27 грудня 2001 року введена в експлуатацію електрифікована дільниця Гоголеве — Сагайдак під час електрифікації дільниці Гребінка — Полтава.

## Пасажирське сполучення
На станції зупиняються поїзди приміського сполученнята приміських електропоїздів. 